# Lost Lake Woods (Míchigan)
Lost Lake Woods es un lugar designado por el censo ubicado en el condado de Alcona en el estado estadounidense de Míchigan.  La localidad en el año 2010, tenía una población de 312 habitantes, con una densidad poblacional de 23,46 personas por km².

## Geografía
Lost Lake Woods se encuentra ubicado en las coordenadas 44°47′33.61″N 83°25′19.95″O / 44.7926694, -83.4222083. Según la Oficina del Censo, la localidad tiene un área total de 13,3 km² (5,1 mi²), de la cual 13 km² (5 mi²) es tierra y 0,3 km² (0,1 mi²) (2.72%) es agua.

### Localidades adyacentes
El siguiente diagrama muestra a las localidades en un radio de 32 kilómetros (19,9 mi) de Lost Lake Woods.

## Demografía
En el 2000 la renta per cápita promedia del hogar era de $32.361, y el ingreso promedio para una familia era de $40.740. El ingreso per cápita para la localidad era de $22.546. En 2000 los hombres tenían un ingreso per cápita de $21.875 contra $19.688 para las mujeres. Alrededor del 3.80% de la población estaba bajo el umbral de pobreza nacional.